# Ooij en Persingen
Ooij en Persingen est une ancienne commune néerlandaise de la province du Gueldre. La commune était composée des villages d'Ooij et de Persingen.
Le 1er janvier 1818, Ooij en Persingen a fusionné avec Beek, pour former la nouvelle commune d'Ubbergen.